# Barrington (Rhode Island)
Barrington (auch Town of Warren) ist eine suburbane Stadt in Bristol County, Rhode Island, etwa 17 km südlich der Hauptstadt Providence. Das U.S. Census Bureau hat bei der Volkszählung 2020 eine Einwohnerzahl von 17.153 ermittelt. Die Einwohner gehören überwiegend der oberen Mittelklasse an. Im Juli 2005 stuften CNN Money und die Zeitschrift Money Barrington auf Platz 6 der Orte mit der höchsten Lebensqualität in den USA ein.
Die 16.819 (Stand 2000) Einwohner verteilen sich auf 6001 Haushalte, 4712 Familien sowie 6199 Häuser. Die Bevölkerungsdichte beträgt 711,2/km². Die Bevölkerung ist mit 96,37 % überwiegend weiß. Danach folgen Asiaten mit 1,77 %, Latinos mit 1,05 %, 0,68 % Afroamerikaner und 0,11 % Ureinwohner. 0,82 % gaben an, mehrrassig zu sein.

## Bildung
7 öffentliche und 4 private Schulen sowie zahlreiche Vorschuleinrichtungen gewährleisten die Bildung. Barrington High School gilt als eine der besten öffentlichen Schulen der Nation und wurde als eine National Blue Ribbon School of Excellence ausgezeichnet. Außerdem gibt es das Zion Bible College, dessen Schwerpunkt der Bachelor of the Bible ist.

## Freizeitangebot
Der EastBay Bike Path von Providence nach Bristol durchzieht Barrington und bietet neben dem Golf Club, dem Yacht Club, dem CVJM und zahlreichen Wassersportmöglichkeiten eine gesunde Lebensqualität und zieht besonders im Sommer Fahrradfahrer, Inline-Skater und Spaziergänger an. Die Schulen bieten eine Vielzahl an Sportarten an und das High-School-Football- sowie das Feldhockey-Team gewannen den Rhode-Island-Championship-Titel. Die Barrington Youth Soccer League führt dazu, dass fast jedes Kind einmal in einer Barrington-Youth-Soccer-Mannschaft gespielt hat.

## Söhne und Töchter der Stadt
- Thomas Francis Doran (1856–1916), römisch-katholischer Geistlicher, Weihbischof in Providence
- Spalding Gray (1941–2004), Schauspieler, Drehbuchautor und Schriftsteller
- Sean Spicer (* 1971), Politiker
- Nick DiGiovanni (* 1996), Koch und Influencer